# Herse (mythologie)
Herse (Oudgrieks Ἕρση / Hérsê) was een dochter van koning Kekrops van Athene, en dus de zuster van Erichthonios, Aglauros en Pandrosos (Apollodorus, III 14.2; cf. Ovidius, Metamorphosen II 552.)

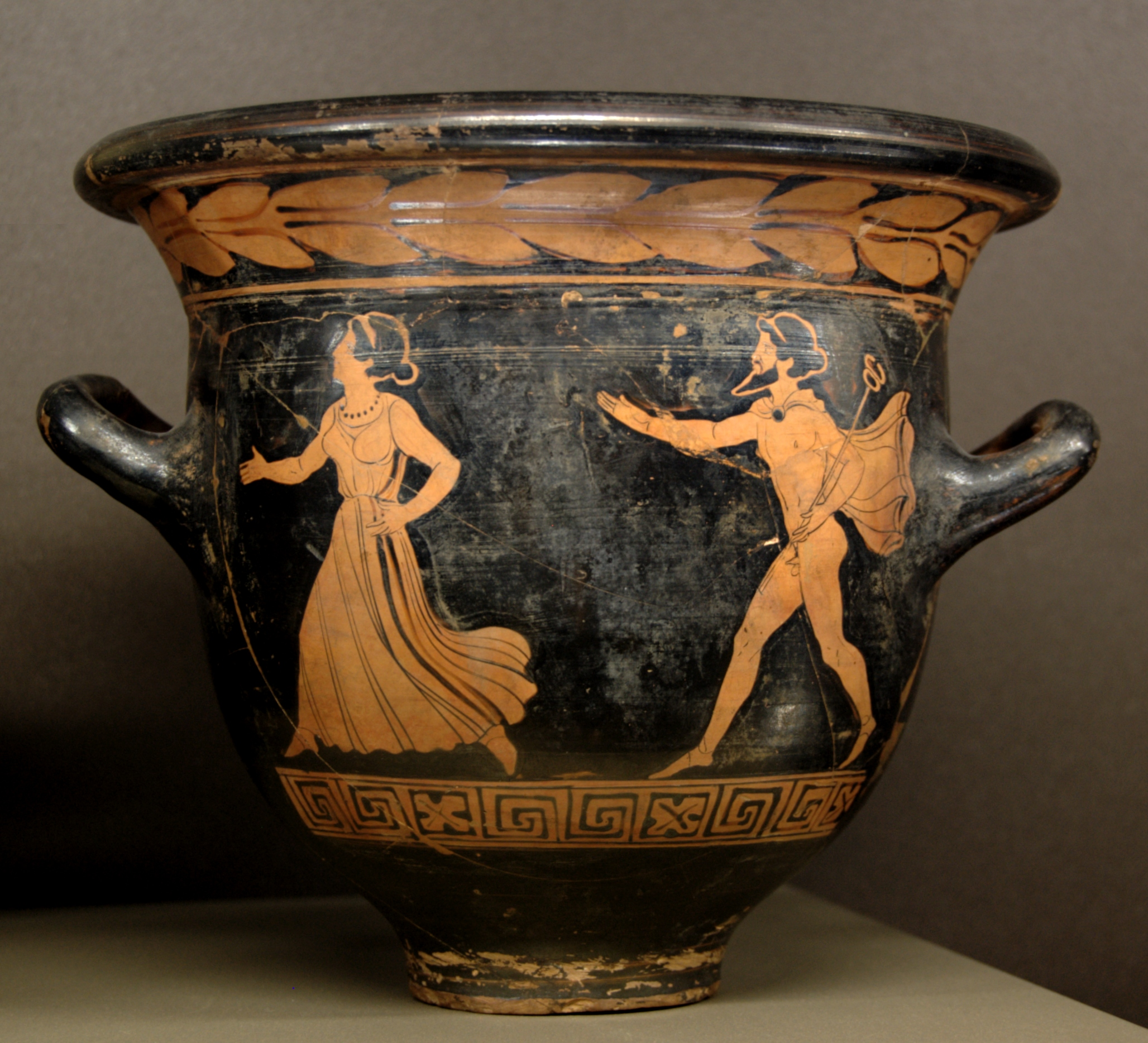
Hermes achtervolgt een vrouw, waarschijnlijk Herse, Lucanische roodfigurige klokvormige krater (ca. 390-380 v.Chr., Louvre).

De Romeinse dichter Ovidius (II 708-832.) beschrijft hoe Hermes, toen hij eens bij een feest van de Atheners te Athene kwam, een vurige liefde opvatte voor Herse. De godin Athena, die vertoornd was op Herse's zuster Aglauros, boezemde deze een hevige na-ijver in, zodat zij Hermes de toegang tot Herse wilde verhinderen. Daarop werd zij door de god in een steen veranderd.
Een ander verhaal (Apollodorus, III 14.6; Callimachus, Hecale Frag 1.2-3; Pausanias, I 18.2; Hyginus, Fabulae 166; Suda s.v. Drakaulos.) voor de reden van de toorn van Athena voor de gezusters was dat Herse zich tegelijk met haar zusters in razernij het leven zou hebben benomen. Zij waagden het namelijk de door Athene aan hun zuster Pandrosos toevertrouwde mand te openen, waarin de jonge Erichthonios lag, omslingerd door een slang. Nauwelijks was de mand geopend, of Herse en haar zuster Aglauros (want Pandrosos was onwetend van het gebeuren) werden waanzinnig en stortten zich van de steile hoogte van de Akropolis (de burcht van de stad) in de diepte. Een variant vertelt dat Athena toentertijd onderweg was om een rots uit Pellene in Achaia te gaan halen voor de Akropolis toen Herse en Aglauros de mand openden (Callimachus, Hecale Frag 1.2.). Een kraai die dit gezien had meldde dit aan Athene (Callimachus, Hecale Frag 1.3; Hyginus, Fabulae 166; Ovidius, Metamorphoses II 550.).
De dochters van Kekrops zijn nauw met de godin Athena verwante wezens en godheden van de vruchtbaarheid van het land. Oorspronkelijk waren zij slechts onderdelen van het wezen van de godin zelf. Wij lezen van een Athena Aglauros, en een Athena Pandrosos. Herse is er bijgevoegd om het bij de Grieken zo gebruikelijke drietal vol te maken. Aglauros schijnt meer de ruwe, barse zijde van het karakter van Athena te hebben overgenomen. Althans haar werden zoenoffers gebracht - later liet men dit slaan op haar zelfopofferende dood, - die in de oudste tijden op sommige plaatsen, b. v. op Kreta mensenoffers waren. Met de nieuwsgierigheid van Herse was ook het feest van de Arrephoria verbonden, waarbij twee van de vier Arrephoren met een korf, die zij ontvingen van de priesteres van Athena maar waarvan de inhoud noch aan de priesteres, noch aan de Arrephoren zelf was bekend, in een grot afdaalden, daar achterlieten en iets anders, dat ook weer geheel was omhuld, mee naar boven brachten.
Volgens sommigen had Herse Hermes een zoon Kephalos gebaard (Apollodorus, III 14.3; Hyginus, Fabulae 160.).

## Antieke bronnen
- Apollodorus, III 14.2-3, 6.
- Callimachus, Hecale Frag 1.2-3.
- Hyginus, Fabulae 160, 166.
- Ovidius, Metamorphosen II 550, 552, 708-832.
- Suda s.v. Drakaulos.
- Pausanias, I 18.2.

## Referentie
- T.T. Kroon, art. Agraulos / Aglauros, in T.T. Kroon, Mythologisch Woordenboek, 's Gravenhage, 1875.